# انصمام خثاري
الانصمام الخثاري هي حالة تنفصل فيها الجلطة الدموية (الخثرة) عن موقعها الأصلي وتنتقل عبر مجرى الدم (كصمة) لعرقلة الأوعية الدموية، ما يسبب نقص تروية الأنسجة وتلف الأعضاء. يمكن أن تؤثر الجلطات الدموية على كلا الجهازين الوريدي والشرياني، مع مظاهر سريرية مختلفة واستراتيجيات علاجية مختلفة.

## الانصمام الخثاري الوريدي
يشمل الانصمام الخثاري الوريدي (VTE) الحالات التالية:
- الخثار الوريدي العميق (DVT).[2][3][4]
- الانسداد الرئوي (PE).[2][3][4]

الانصمام الخثاري الوريدي هو اضطراب شائع في القلب والأوعية الدموية مع معدلات إمراضية ووفيات كبيرة. يمكن أن يظهر الانصمام الخثاري الوريدي بأعراض مختلفة، مثل تورم مؤلم في الساق، وألم في الصدر، وضيق التنفس، ونفث الدم، والإغماء، وحتى الموت، اعتمادًا على موقع الخثرة ومداها. يمكن أن تسبب حالات الانصمام الخثاري الوريدي أيضًا مضاعفات طويلة المدى، مثل الجلطات المتكررة، ومتلازمة ما بعد تجلط الشريان الرئوي، وارتفاع ضغط الدم الرئوي الانصمامي الخثاري المزمن (CTEPH)، ومتلازمة ما بعد الجلطة (PTS). الدعامة الأساسية لإدارة الانصمام الخثاري الوريدي هي العلاج المضاد للتخثر، والذي يمنع انتشار الخثرة والانصمام. مثل هذا العلاج يقلل من خطر تكرار الحالة. يعتمد اختيار ومدة منع تخثر الدم على عوامل الخطر الفردية للمريض، وخطر النزيف، والتفضيلات. ظهرت مضادات التخثر الفموية المباشرة (DOACs) كبديل أساسي لمضادات التخثر التقليدية، مثل مضادات فيتامين K  VKAs والهيبارين منخفض الوزن الجزيئي (LMWHs)، وذلك بسبب بداية تأثيرها السريعة، وحركيتها الدوائية التي يمكن التنبؤ بها، والجرعات الثابتة، انخفاض خطر النزيف. يمكن لمضادات التخثر الفموية المباشرة أيضًا تسهيل العلاج المنزلي والعلاج طويل الأمد للمرضى. بالإضافة إلى منع تخثر الدم، قد يستفيد بعض المرضى الذين يعانون من الانصمام الخثاري الوريدي من العلاجات المساعدة، مثل انحلال الخثرة، أو التدخلات الموجهة بالقسطرة، أو مرشحات الوريد الأجوف السفلي (IVC)، لإزالة أو منع انتقال الخثرة. ومع ذلك، ترتبط هذه العلاجات بارتفاع مخاطر النزيف والمضاعفات. لا توصي الإرشادات الحالية بهذه العلاجات بشكل روتيني باستثناء مؤشرات محددة، مثل تجلط الشريان الرئوي الكبير، أو تجلط الأوردة العميقة الحرقفي الفخذي، أو موانع منع تخثر الدم. تحدد المدة المثلى لمنع تخثر الدم في حالة الجلطات الدموية الوريدية من خلال التوازن بين خطر التكرار وخطر النزيف، ويجب أن تكون خاصة بكل مريض بشكل خاص. بشكل عام، يجب علاج الانصمام الخثاري الوريدي الناجم عن عامل خطر عابر أو قابل للعكس، مثل الجراحة أو الصدمة أو الشلل، لمدة ثلاثة أشهر، في حين يجب علاج الانصمام الخثاري الوريدي الناجم عن عامل خطر مستمر أو تقدمي، مثل السرطان، إلى أجل غير مسمى. هناك خطر كبير للتكرار وقد يتطلب منع تخثر الدم لأجل غير مسمى، والذي يحدث في غياب أي عامل خطر يمكن تحديده. تشمل العوامل التي تفضل منع تخثر الدم إلى أجل غير مسمى جنس الشخص، والعرض مثل جلطة الشريان الرئوي (خاصة مع الإصابة بجلطات الأوردة العميقة المصاحبة)، واختبار d-dimer الإيجابي بعد إيقاف منع تخثر الدم، ووجود الأجسام المضادة للفوسفوليبيد، وانخفاض خطر النزيف، ورغبة المريض. إن نوع مضاد التخثر المستخدم للعلاج لأجل غير مسمى له أهمية ثانوية، ولكن جرعة منخفضة من مضادات التخثر المباشرة قد توفر خيارًا مناسبًا وأكثر أمانًا لبعض المرضى. بالنسبة للانصمام الخثاري الوريدي المرتبط بالسرطان، يُفضل الآن تناول جرعة كاملة من مضادات التخثر الفموية المباشرة على الهيبارينات منخفضة الوزن الجزيئي، ما لم تكن هناك آفات معدية معوية تزيد من خطر النزيف. الجوارب الضاغطة المتدرجة هي ملابس مرنة تطبق تدرجًا من الضغط على الأطراف السفلية، ما يقلل من الركود الوريدي ويحسن تدفق الدم، ومع ذلك لا يُنصح باستخدام هذه الجوارب بشكل روتيني بعد الإصابة بتجلط الأوردة العميقة، ولكنها قد تكون مفيدة إذا كان هناك تورم مستمر في الساق أو تحسن في الأعراض مع محاكمة الجرعات. الأدوية، مثل البنتوكسيفيلين، لها دور محدود في علاج المواد السمية الثابتة. بعد انصمام الشريان الرئوي، يجب مراقبة المرضى بحثًا عن علامات وأعراض ارتفاع ضغط الدم الرئوي الانصمامي الخثاري المزمن، وهو أحد المضاعفات النادرة ولكن الخطيرة للإنصمام الخثاري الوريدي. يعد فحص التهوية والتروية وتخطيط صدى القلب من الاختبارات التشخيصية الأولية لارتفاع ضغط الدم الرئوي الانصمامي الخثاري المزمن، ويجب تقييم المرضى الذين يعانون منه بشكل مؤكد أو مشتبهًا به بحثًا عن علاجات محتملة، مثل استئصال الخثرة البطانية الرئوية، أو رأب الأوعية الدموية الرئوية بالبالون، أو علاجات موسعة للأوعية الدموية.